# Ignacy Płażewski
Ignacy Płażewski (ur. 29 lipca 1899 w Ozorkowie, zm. 22 sierpnia 1977 w Łodzi) – fotograf, historyk, wydawca, honorowy członek Związku Polskich Artystów Fotografików. Autor książek z dziedziny fotografii. 
Członek tajnego harcerstwa. Uczestnik walk 1918–1920. Absolwent Szkoły Nauk Politycznych w Warszawie. Wydawca Biblioteki Domu Polskiego – najtańszej polskiej książki w prenumeracie. Naczelnik wydziału Państwowego Wydawnictwa Książek we Lwowie. Zmarł w Łodzi. Został pochowany na cmentarzu Zarzew w Łodzi. 
Ojciec Jerzego Płażewskiego, nestora polskiej krytyki filmowej.

## Życie i twórczość
W czasie II wojny światowej pozbawiony zawodu wydawcy zajął się profesjonalnie fotografią. W 1944 mianowany szefem Wojskowego Instytutu Naukowo Wydawniczego, został w 1950 w stopniu pułkownika wyrzucony z wojska i aresztowany. 

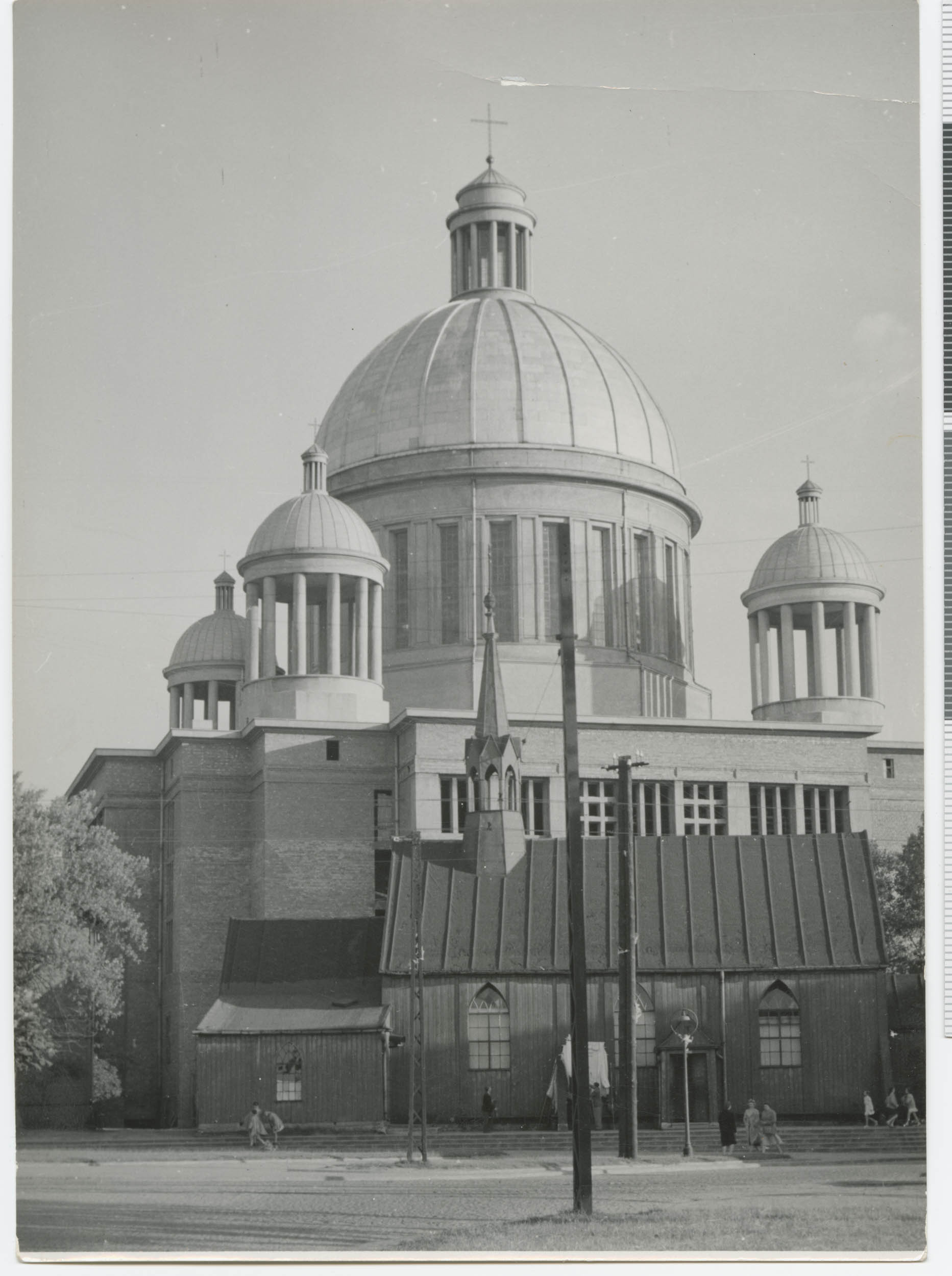
Ignacy Płażewski, Kościół św. Teresy od Dzieciątka Jezus i Świętego Jana Bosko przy ul. Kopcińskiego 1-3 w Łodzi, Muzeum Miasta Łodzi

Po powrocie do fotografii został organizatorem ruchu fotograficznego w Łodzi powojennej. Zorganizował oddział Polskiego Towarzystwa Fotograficznego i został jego pierwszym prezesem. Przyjęty do Związku Polskich Artystów Fotografików kierował jakiś czas Łódzką Delegaturą ZPAF, następnie przez wiele lat był prezesem łódzkiego okręgu związku.
Uczestniczył w licznych salonach fotograficznych. Miał cztery pośmiertne indywidualne wystawy. Opierając się na długo gromadzonej bibliotece fotograficznej ostatnie lata poświęcił pisaniu książki Dzieje fotografii polskiej, by, jak mówił, .. żadna więcej dyscyplina sztuki nie pozostała bez spisanej historii. 

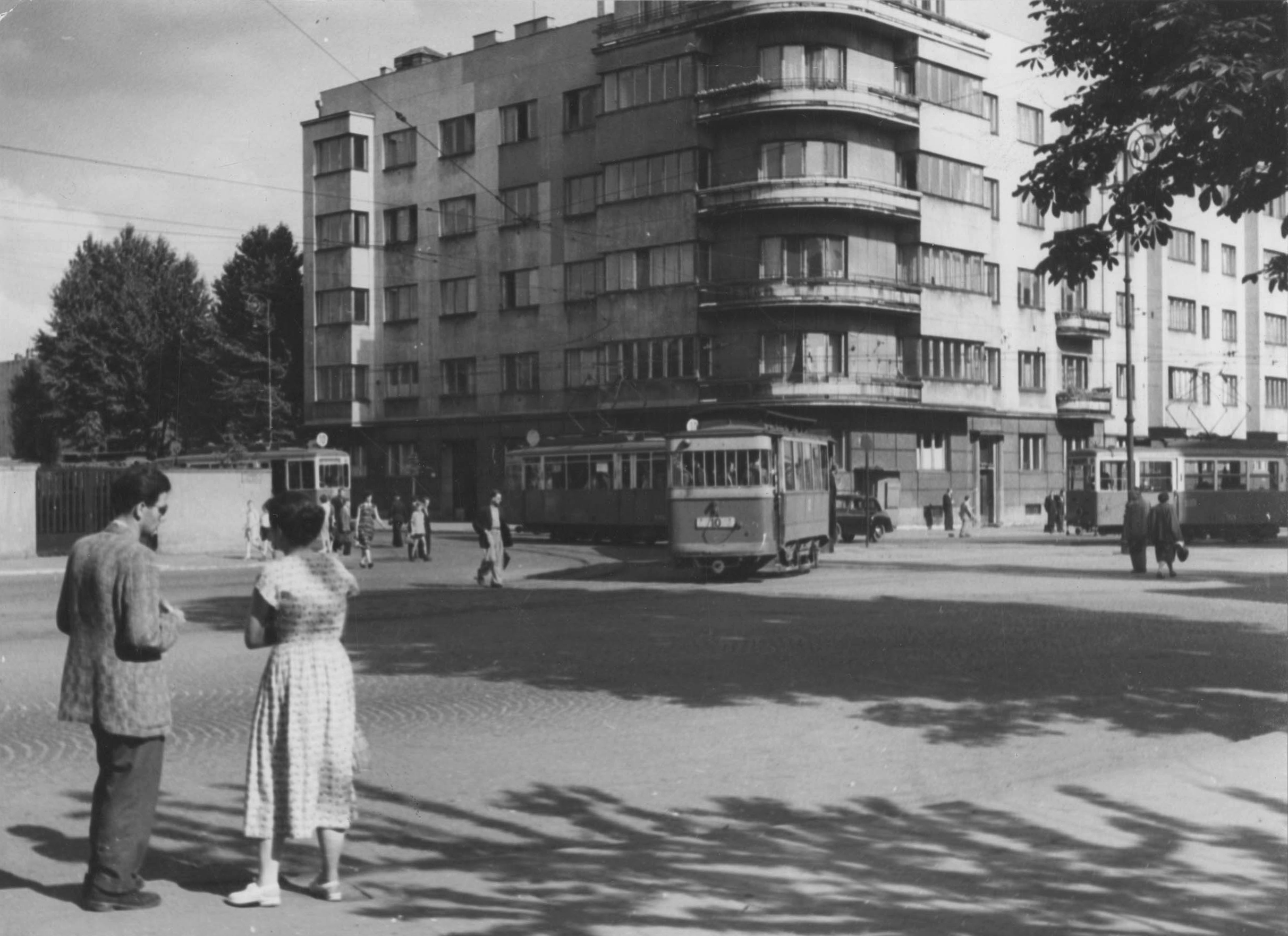
Kamienica u zbiegu al. T. Kościuszki i A. Mickiewicza na fotografii Ignacego Płażewskiego

W zbiorach ikonograficznych Muzeum Historii Miasta Łodzi znajduje się obszerna kolekcja zdjęć autorstwa Ignacego Płażewskiego.

W swej twórczości był Płażewski romantykiem. Zdjęcia robił z dużym zaangażowaniem emocjonalnym. Nie ma w nich żadnej spekulacji i udziwnień, są czytelne i klarowne. Fotografie te świadczą o trafności spostrzeżeń artysty, wnikliwej obserwacji ludzi, wydarzeń i otaczającego ich świata. Jego zdjęcia w interesujący sposób prezentują zabudowę architektoniczną Łodzi, sceny rodzajowe, kolejne pory dnia i pory roku. Fotografie te opowiadają nie tylko o samym mieście, lecz także o ludziach, którzy w nim mieszkają. Płażewski niekiedy zadziwia swoimi pomysłami. Zwraca uwagę na obrazy, obok których niejeden człowiek przeszedłby obojętnie. On zapisywał je na kliszy, tworząc w ten sposób bezcenny dla Łodzi portret miasta z epoki PRL.

## Ordery i odznaczenia
- Złoty Krzyż Zasługi (25 lutego 1939)[4]
- Srebrny Wawrzyn Akademicki (4 listopada 1937)[5]
- Odznaka „Zasłużony Działacz Kultury” (1964)[6]

## Publikacje
- Spojrzenie w przeszłość polskiej fotografii, sł. wstępne Jan Sunderland, wyb. il. Jerzy Płażewski, Warszawa: PIW, 1982, ISBN 83-06-00100-1 (wyd. II pod zmienionym tytułem: Dzieje polskiej fotografii 1839–1939, Warszawa: Książka i Wiedza, 2003, ISBN 83-05-13316-8).